# Syndroom van Conn
Bij het syndroom van Conn (ICD-10 E26.0) of primair hyperaldosteronisme (PHA) maken de bijnieren te veel van het hormoon aldosteron aan. Dit hormoon regelt de zout- en waterhuishouding in het lichaam, en daarmee de bloeddruk. Door een teveel aan aldosteron ontstaat een (soms ernstig) verhoogde bloeddruk (maligne hypertensie). 
Dit kán gepaard gaan met een laag kaliumgehalte in spieren en bloed, maar uit onderzoek is gebleken dat dit - in tegenstelling tot wat vroeger gedacht werd - bij het merendeel van de patiënten niet het geval is, omdat het kaliumtekort pas na verloop van enige tijd optreedt. Een nulmeting kan worden verricht om bij een volgende meting een eventuele dalende trend in het kalium aan te tonen.
De aandoening openbaart zich meestal in de leeftijdsklasse 30-50 jaar.

## Symptomen
De klachten zijn vaak heel algemeen van aard. Hierdoor kan het lang duren voor het syndroom herkend wordt en de juiste diagnose wordt gesteld.
Klachten kunnen zijn:
- Algemene (ernstige) moeheid
- Spierzwakte
- Spierkramp
- Vaak hoofdpijn
- Stemmingswisselingen ("kort lontje")
- Overmatige dorst (polydipsie)
- Vaker plassen (polyurie), vooral 's nachts
- Hartritmestoornissen, hartkloppingen (tachycardie)
- Tinteling in bijvoorbeeld handen en voeten
- Tijdelijke verlammingen

Klinisch:
- Hoge bloeddruk
- Hypokaliëmie
- Hypernatriëmie
- Hypomagnesiëmie

Bij hoge bloeddruk is nader onderzoek geboden, vooral wanneer die slecht beheersbaar is met (3 of meer) bloeddrukverlagende medicijnen (therapie-resistent). Slecht beheersbare bloeddruk is kenmerkend voor Conn, vanwege de wisselende overproductie van aldosteron.
Naarmate het syndroom langer bestaat, kan er een toenemend tot ernstig tekort aan kalium in het bloedbeeld te zien zijn.
Het syndroom van Conn is bij mogelijk 5-15 procent van de mensen met verhoogde bloeddruk de onderliggende oorzaak.

## Oorzaken
De ziekte kent twee hoofdoorzaken: 
- Een goedaardige tumor (adenoom) in één (of soms beide) bijnieren.
- Vergroting van één of beide bijnieren (hyperplasie).

Veel zeldzamer zijn enkele erfelijke vormen van hyperaldosteronisme. In nieuw onderzoek (2012) zijn ook genmutaties gevonden die tot de ziekte leiden.
In zeer zeldzame gevallen is er een andere oorzaak voor de overmatige aldosteronproductie.
Het overmatig eten van drop kan verschijnselen geven die lijken op het syndroom van Conn. Het zoethoutwortelextract in drop (en ook in zoethoutthee) bevat glycyrrizinezuur, een stof die de omzetting van cortisol in het inactieve cortison remt. Omdat cortisol een soortgelijk effect heeft als aldosteron op de aldosteronreceptor in de nier, zal het overmatige cortisol de werking van aldosteron gaan nabootsen.

## Diagnosetraject
Wanneer het vermoeden van Conn bestaat, dient het stellen van de diagnose volgens een bepaald traject te verlopen om dubbel onderzoek en/of onnodige veranderingen in de voorgeschreven medicatie te voorkomen. 
1) Aantonen van het verhoogde aldosteron 
- Bloed- en urineonderzoek: Meten van kalium, aldosteron en renine. Medicatie die het meten van deze waardes kan verstoren, dient gestopt te worden (alternatieven mogelijk).
- Bepalen van de aldosteron/renineratio. Hiermee kan ook onderscheid gemaakt worden tussen primair of secundair hyperaldosteronisme.

2) Bevestigen van verhoogd aldosteron
- Zoutbelastingtest: Door inname van een grote hoeveelheid zout (door middel van tabletten of toediening via infuus) wordt normaal gesproken de aldosteronproduktie onderdrukt. Bij patiënten met Conn is dat niet het geval. Kalium dient eerst op peil te zijn gebracht.

3) Oorzaak onderscheiden van de verhoogde aldosteronproduktie. 
Dit is van belang omdat de te onderscheiden oorzaken ieder een andere behandeling vereisen.
- CT-scan (en/of MRI-scan): Een CT-scan kan een adenoom groter dan 5 mm zichtbaar maken, dan wel vergroting (hyperplasie) van één of beide bijnieren.
- AVS: Adrenal venous sampling ofwel bijnieraderbemonstering. Door via een katheter in de liezen een bloedmonster af te nemen uit de linker en de rechter bijnierader kan worden bepaald welke bijnier de overmatige aldosteronproductie veroorzaakt. Dit is een technisch lastig onderzoek. Door de toegenomen ervaring met deze techniek is het percentage geslaagde samplings gestegen van 40% (2005) naar 95% (2010) in het UMC St Radboud te Nijmegen (Bijniercentrum).

## Behandeling
- Eenzijdige oorzaak (unilateraal).

Als een adenoom in een van de bijnieren of een eenzijdige bijniervergroting de oorzaak is, kan operatie plaatsvinden: het - tegenwoordig meestal laparoscopisch - wegnemen van de bijnier of, indien mogelijk, alleen het adenoom, veelal met goed resultaat. 
Onder goed resultaat van operatie wordt verstaan een daling van het aldosteron en daarmee een normalisering van de bloeddruk. Ook de kaliumwaarde zal weer op peil komen. Ongeveer 50% van de geopereerden heeft geen bloeddrukverlagers meer nodig, de andere ca. 50% kan met minder bloeddrukverlagers toe. Bij de overige gevallen moet naar een andere oorzaak gezocht worden.
- Tweezijdige oorzaak (bilateraal)

Bij de hyperplasie-vorm van Conn (in beide bijnieren) is men aangewezen op behandeling met medicijnen (spironolacton, eplerenon). Dit zijn aldosteron-antagonisten en kaliumsparende diuretica.
Bij behandeling met medicijnen kan het enige tijd duren voordat men goed is ingesteld op de juiste dosering. Ook kan het zijn dat er steeds aanpassingen in de medicatie moeten plaatsvinden omdat de aldosteron(over)productie fluctueert. Ervaringen binnen de Nederlandse patiëntenvereniging lijken erop te duiden dat bij de hyperplasievorm van Conn, ondanks de behandeling met medicijnen, vaker/langer klachten van vermoeidheid en spierzwakte aanwezig blijven.
Het onderscheid tussen een één- of tweezijdig oorzaak is belangrijk omdat men wel één bijnier kan missen maar geen twee. Zonder bijnieren is men te vergelijken met een patiënt met de ziekte van Addison waarbij de ontbrekende hormonen levenslang gesubstitueerd moeten worden.
Omdat het syndroom van Conn meestal een endocriene oorzaak heeft, zal men over het algemeen door een endocrinoloog behandeld worden, maar soms ook door een (vasculair) internist omdat Conn een typische hogebloeddrukziekte is.

## Naamgeving
Het syndroom dankt zijn naam aan Jerome W. Conn, een Amerikaans endocrinoloog, die de ziekte in 1955 beschreef als primair hyperaldosteronisme bij een patiënte met een adenoom. Bij aanwezigheid van een aldosteronproducerend adenoom (APA) spreekt men dus van (de ziekte/het syndroom van) Conn. De hyperplasievorm noemt men primair hyperaldosteronisme (PHA). 